# Stereofonia

Simbolo dello stereo a 2.0 canali usato nell'ambito dell'audio multicanale

La stereofonia è una tecnica di registrazione e di riproduzione del suono, che prevede due flussi informativi sonori separati (destro e sinistro), ognuno dei quali destinato ad essere riprodotto da un diverso diffusore acustico, che viene posizionato nell'ambiente d'ascolto in modo simmetrico e complementare rispetto all'altro e rispetto all'ascoltatore, secondo delle regole prestabilite da alcuni standard o linee guida. 
La sterofonia si basa sul fatto che l'uomo possiede due orecchie e dunque una naturale attitudine della percezione uditiva a distinguere la provenienza spaziale dei suoni; per questo motivo, si contrappone alla monofonia, che prevede invece un unico flusso informativo sonoro.
Il corrispondente aggettivo stereofònico viene spesso abbreviato in stèreo, abbreviazione usata anche per la stessa parola stereofonia, nella forma "in stereo" (ascoltare in stereo, registrato in stereo, ecc).

## Caratteristiche dell'udito
Dal punto di vista anatomico-funzionale la stereofonia è la facoltà dell'udito di individuare la collocazione spaziale delle sorgenti degli stimoli acustici mediante ascolto biauricolare.
Grazie alla presenza di due sistemi auditivi paralleli (due padiglioni auricolari, due timpani e due emisferi cerebrali) possiamo capire quale è la provenienza di un suono o di un rumore, attitudine molto importante sul piano dell'adattamento all'ambiente. Questa è una delle motivazioni per cui l'ascolto della musica dal vivo non di rado comporta un senso di pienezza spaziale, dipesa dalla rivelazione della posizione relativa degli strumenti musicali. Fino agli anni 50 circa del secolo scorso questa sensazione (ascolto binaurale) svaniva allorquando si ascoltava musica riprodotta (ad esempio dalla radio o da un juke box) poiché la fonte del suono riprodotto era spesso un sistema monofonico. La spazialità è data dalla percezione umana di rilevare in combinazione binauricolare i ritardi di propagazione (delay), le cadute (decay), e un insieme di percezioni che dipendono dalla fase dell'onda, dall'istante di arrivo, dal livello acustico, e dalle componenti armoniche differenti.
Tre i parametri fondamentali che permettono la percezione spaziale, e sono detti ITD (Interaural Time Difference), ILD (Interaural Level Difference), DDF (Direction Dependent Filter), che sono rispettivamente il tempo di propagazione con la differenza interaurale, l'intensità sonora percepita (assoluta e a livello differenziale-binauricolare) e il filtro direzionale. 
La localizzazione spaziale è quindi un fenomeno fondamentale nella stereofonia, e alquanto articolato; si sviluppa anche nel senso verticale e non solo nel piano orizzontale e non dipende solo dalla binauricolarità o dalla binauralità o dal doppio canale in sé, e dai tre parametri succitati, ma dipende anche dal fatto che i due lobi del cervello non lavorano nella medesima modalità, in quanto l'area sinistra è specializzata nell'elaborazione del suoni complessi e quelli consonantici, mentre l'area destra è specializzata per i suoni semplici e le emissioni vocaliche.
Altri elementi che contribuiscono alla percezione della direzione del suono sono dovute alla diffrazione e alla riflessione delle onde. Per quanto concerne la diffrazione, se la sorgente tende a essere puntiforme la natura dell'irradiazione sarà a onde sferiche e di pari efficienza su tutte le direzioni, mentre una sorgente piatta sufficientemente piatta genererà onde piane. Nel caso la lunghezza d’onda sia confrontabile con le dimensioni della sorgente, il suono viene irradiato con efficienza diversa a seconda della direzione. In particolar modo, qualora la lunghezza d’onda sia minore della dimensione della sorgente sussiste un angolo al di sopra del quale non vi è praticamente irradiamento. Un primo effetto della diffrazione è la direzionalità dei suoni acuti rispetto ai suoni bassi, ed è per questa ragione che è molto più semplice identificare la posizione di una sorgente se questa emette frequenze acute. Di questo fenomeno tengono conto gli apparecchi hi-fi, nei quali le basse frequenze non necessitano di diffusione stereofonica. Inoltre è a causa della diffrazione che le frequenze basse possono essere più facilmente percepite anche in presenza di ostacoli che non consentono la propagazione diretta del suono, come ad esempio nel caso di stanze comunicanti. L’effetto della diffrazione è inoltre responsabile del tipo di propagazione della voce: essendo l’apertura della bocca sufficientemente piccola rispetto alle frequenze di emissione sonora, le onde sonore hanno propagazione sferica.

## Generalità
La stereofonia è un sistema con due canali separati di uguali caratteristiche, che, mediante opportune tecniche di ripresa ed elaborazione del segnale, è atto alla ricostruzione e riproduzione di un campo sonoro originale mettendo l'udito umano in condizione di espletare l'attributo stereofonico fisiologico e anatomico-funzionale. La stereofonia si basa sul fatto che il suono percepito dall'uomo ha fase, istante di arrivo, livello acustico e componenti armoniche differenti; la fase (la localizzazione è dalla parte dove il suono è in anticipo di fase) è decrescente con la frequenza, mentre l'effetto dell'intensità (la localizzazione è dalla parte dove il suono è più intenso) è crescente con la frequenza e gioca anche sulla percezione dei riverberi e il tempo di caduta secondo l'RT o T60 di Sabine (v. tempo di riverbero secondo Sabine) oltre che sulla già citata differenza di fase delle onde di ritorno.
I due flussi informativi sonori della stereofonia hanno quindi la finalità di restituire spazialità al suono. In natura infatti il suono può avere origine da infiniti punti spaziali e i diffusori acustici utilizzati in stereofonia permettono di ricostruire la scena sonora e le posizioni relative delle varie fonti.

## Ambiti di impiego

Tecnica Stereo A-B

La stereofonia viene utilizzata soprattutto nella discografia ed è stata usata anche nel cinema, dove più diffusamente si è passati a sistemi multicanale e di surround a elaborazione artificiale. Altresì è diffusa anche nella televisione, nella radio e nell'home cinema.
In alcuni contesti (ad esempio nelle emittenti radiofoniche diffuse tramite modulazione di frequenza) vengono utilizzate speciali apparecchiature basate su princìpi psicoacustici, deputate a creare un ampliamento della scena stereofonica bicanale. In tal modo si riesce a ricavare da normale materiale sonoro stereofonico una maggiore enfatizzazione delle armoniche musicali e della percezione della collocazione spaziale delle varie componenti la scena sonora stereo. Esse vengono chiamate comunemente stereo enhancers, anche se i nomi possono essere assai vari.

## Storia
Tra il X e il XV secolo esisteva già una ricca sperimentazione e la tecnica dei salmi antifonali di Sant'Ambrogio sul calco del modello siriaco a canti ritardati e alternati per creare un maggiore impatto nella spazialità. 
Nel XVIII secolo la distribuzione spaziale degli strumenti era disposta in modo tale da creare un equilibrio nell'emissione sonora, ed è sempre nello stesso periodo che viene introdotto il golfo mistico (o fossa d'orchestra) ideato da Claude-Nicolas Ledoux nel 1784 e poi utilizzato anche da Wagner a causa delle migliorie acustiche. 
Nel 1895 con la Sinfonia No. 2 di Gustav Mahler si fece un ulteriore passo avanti grazie alla realizzazione di più orchestre e cori in una produzione musicale più avvolgente.

Le basi teoriche della stereofonia furono poste dalla "teoria di Rayleigh" (1896) pubblicata anche in due libri dello stesso autore (John William Strutt Rayleigh), in particolare nel secondo volume furono poste le vere basi della stereofonia e l'argomento fu ripreso ed esteso in seguito.  

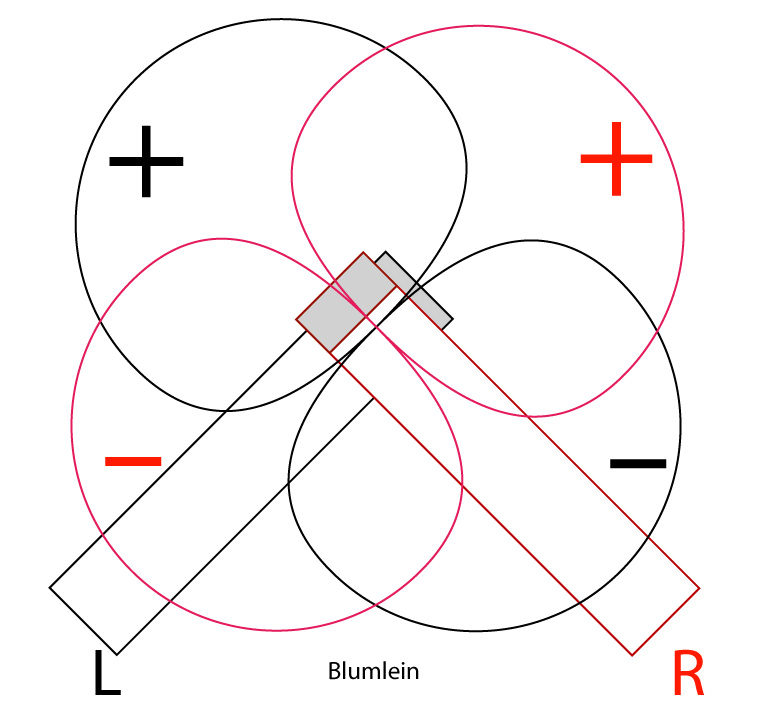
Schema microfonico della tecnica Blumlein

Tuttavia, nella pratica, il 1931 viene tradizionalmente assegnato come data di nascita della stereofonia, con la Tecnica Blumlein, grazie alla ricerca intrapresa dall'ingegnere inglese Alan Dower Blumlein  (1903 - 1942) nei laboratori EMI del Regno Unito, in seguito registrata come brevetto, mediante il quale si utilizzò un sistema (all'epoca proprietario e chiamato Stereosonics) che contemplava l'adozione di due microfoni bidirezionali coincidenti, angolati di 90° (45° a sinistra e 45° a destra) per la ripresa della sorgente sonora. 
Appartiene agli anni '50 la nascita della musica acusmatica con la separazione spaziale degli strumentisti, ad opera anche di compositori come Karlheinz Stockhausen, Pierre Boulez, Edgard Varèse, Iannis Xenakis che sperimentano nuovi sistemi di spazializzazione sonora, peraltro miscelando fonti acustiche ed elettroacustiche.

## Alternative
Proprio perché prevede due flussi informativi sonori, la stereofonia si contrappone alla monofonia che prevede invece un unico flusso informativo sonoro, e ai vari sistemi multicanale (quadrifonia, 5.1, 7,1, ecc), tipicamente usati per le sale cinematografiche o per l'home theatre (DTS, Dolby Surround, SDDS, ecc), anche se esistono delle tecnologie di simulazione del surround multicanale, che utilizzano solo due canali effettivi.
Inoltre, la stereofonia non andrebbe confusa con i sistemi di riproduzione analoga, come quella binaurale (studiata per l'ascolto in cuffia), l'acusmonium, l'olofonia, l'ambisonic, ecc. Anche se, l'ascolto in cuffia è pur sempre un ascolto sterefonico, usato anche per l'ascolto dei normali programmi sonori stereofonici (ma con le relative variazioni nella percezione spaziale e nella risposta in frequenza). Nel caso della tecnica binaurale, essa si differenzia dalla consueta stereofonia più in fase di registrazione, in quanto i microfoni vengono tipicamente sistemati con orientamento divergente a 180° o direttamente nella testa di un manichino, anziché con schema incrociato o altri schemi tipici per la stereofonia, ed in generale per essere ottimizzata per l'ascolto in cuffia. La tecnica binaurale si può considerare il sistema più affine alla stereofonia tra le alternative, mentre è dibattuto se può essere considerata essa stessa un caso particolare di stereofonia, considerando i differenti diagrammi polari e le angolazioni di orientamento microfonico e spesso richiede degli adattamenti mediante elaborazioni DSP o equivalenti analogici, perché la sorgente registrata possa essere percepita come attendibile o credibile sensorialmente.
Esistono sottosistemi e derivate di vario tipo della stereofonia, molti dei quali sono tentativi falliti o hanno avuto un periodo di successo che poi è scemato: enhanced stereo, DualDisc di Sony, Deep Stereo, etc.